# Simulium quinquestriatum
Simulium quinquestriatum es una especie de insecto del género Simulium, familia Simuliidae, orden Diptera.
Fue descrita científicamente por Shiraki, 1935.